# Organizzazione dell'Energia Atomica dell'Iran
L'Organizzazione dell'Energia Atomica dell'Iran (OEAI, in persiano سازمان انرژی اتمی, trasl. Sazman-e Energy-e Atomi) è l'agenzia governativa del governo iraniano responsabile del settore dell'energia nucleare in Iran. Fondata nel 1974, ha la propria sede a Tehran. Fa parte dell'Agenzia internazionale per l'energia atomica.

## Storia
Fondata nel 1974 dallo scià Mohammad Reza Pahlavi, prendendo all'epoca accordi con gli Stati Uniti e con diversi paesi europei, essa ebbe il suo programma di costruzione di centrali nucleari frenato sia dalla rivoluzione iraniana del 1979-1980, sia dalla guerra Iran-Iraq degli anni '80.
Il programma nucleare riprese nel 1995, con un accordo con la Russia, riguardante anzitutto l'ultimazione della prima centrale nucleare a Bushehr.
Persone chiave dell'agenzia sono state Reza Amrollahi (direttore dal 1981 al 1997) e Gholam Reza Aghazadeh (direttore dal 1997 al 2009).

### Anni recenti
A seguito dell'ultimazione e dell'entrata in servizio del primo reattore operativo, gli Stati Uniti hanno cercato di regolare la produzione nucleare dell'Iran, giungendo all'accordo sul nucleare nel 2015. Nel maggio 2018 gli Stati Uniti decidono unilateralmente di ritirarsi dall'accordo e imporre pesantissime sanzioni economiche contro l'Iran, nonostante quest'ultimo non avesse mai violato l'accordo, spingendo di conseguenza l'Iran stesso a riprendere alla massima velocità il programma nucleare, incluso l'arricchimento dell'uranio senza limiti.

## Organizzazione

### Divisioni
- Nuclear Fuel Production Division (NFPD)
- Nuclear Power Plant Division (NPPD)
- Engineering and Technical Supervision Department (ETSD)
- Research Division
- International Affairs Department (IAD)

### Siti nucleari

#### Reattori e centrali nucleari operative
- Centrale nucleare di Bushehr - reattore 1 (tipo VVER1000, attivo dal luglio 2012)[6][7]

#### Reattori e centrali nucleari in costruzione
- Centrale nucleare di Bushehr - reattore 2 (tipo VVER1000, costruzione iniziata nel settembre 2019, produzione commerciale prevista per il 2026)[8][9][10]
- Centrale nucleare di Bushehr - reattore 3 (tipo VVER1000, costruzione iniziata nel gennaio 2021, produzione commerciale prevista per il 2027)[11]

#### Reattori e centrali pianificati
Sono stati pianificati altri reattori aggiuntivi per il futuro.

#### Impianti di supporto
- Impianto di conversione di ossido di uranio (il cosiddetto yellowcake) in esafluoruro di uranio (UF6, il gas di uranio impiegato per arricchire l'uranio nelle centrifughe nucleari) a Isfahan[12].
- Impianto che ospita 6.000 centrifughe, a Natanz.[12]

#### Reattori nucleari a scopo di ricerca
Sono operativi tre reattori nucleari a scopi scientifici a Esfahan e uno nella capitale.